# Solonți, Komsomolsk
Solonți (în ucraineană Солонці) este un sat în comuna Dmîtrivka din orașul regional Komsomolsk, regiunea Poltava, Ucraina.

## Demografie
Componența lingvistică a localității Solonți
     Ucraineană (94,56%)
     Rusă (3,4%)
     Alte limbi (1,36%)
Conform recensământului din 2001, majoritatea populației localității Solonți era vorbitoare de ucraineană (94,56%), existând în minoritate și vorbitori de rusă (3,4%).